# Singer Corporation
Singer Corporation és un fabricant nord-americà de màquines de cosir de consum, establert per primera vegada com I. M. Singer & Co. el 1851 per Isaac M. Singer amb l'advocat de Nova York Edward C. Clark. Més coneguda per les seves màquines de cosir, va ser rebatejada com a Singer Manufacturing Company el 1865, després com a Singer Company el 1963. Té la seu a La Vergne, Tennessee, prop de Nashville. La seva primera gran fàbrica per a la producció en massa es va construir el 1863 a Elizabeth, Nova Jersey.

## Presidents
- Isaac Merritt Singer (1851-1863)
- Inslee Hopper (1863-1875)
- Edward S. Clark (1875-1882)
- George Ross McKenzie (1882-1889)
- Frederick Gilbert Bourne (1889-1905)
- Sir Douglas Alexander (1905-1949)
- Milton C. Lightner (1949-1958)
- Donald P. Kircher (1958-1975)
- Joseph Bernard Flavin (1975-1987)
- Paul Bilzerian (1987-1989)[2]
- James H. Ting (1989-1997)[3]
- Steve Goodman (1998-2004)

## L'edifici Singer
La seu de l'empresa estava a l'Edifici Singer, dissenyat per l'arquitecte Ernest Flagg, que també va dissenyar dues famoses residències per a Bourne. Construït en 1906 a Nova York durant l'etapa de Bourne, aquest edifici (derruït en 1968) va ser en la seva època l'edifici més alt del món. A més de les seves obres a Amèrica del Nord, l'empresa va crear el major rellotge del món a la seva fàbrica de Clydebank, que va estar oberta entre 1885 i 1984.

## Diversificació
L'empresa es va diversificar en els anys 1960, comprant l'empresa de calculadores Friden en 1965, Packard Bell Electronics en 1966 i General Precision Equipment Corporation en 1968. En aquesta última s'incloïen Librascope i The Kearfott Company, Inc. En 1987 Kearfott va ser dividida, sent la Kearfott Guidance & Navigation Corporation venuda a la Astronautics Corporation of America en 1988. La divisió de sistemes electrònics va ser adquirida per GEC-Marconi en 1990 i rebatejada com GEC-Marconi Electronic Systems, mentre que la divisió de màquines de cosir va ser venuda en 1989 a Semi-Tech Microelectronics, una empresa de Toronto.

## Situació en 2006
Actualment la Singer Corporation fabrica diversos tipus de productes de consum, incloent màquines de cosir electròniques. És ara part de SVP Worldwide, propietària també de les marques Pfaff i Husqvarna Viking i que al seu torn és propietat de Kohlberg & Company.

## Galeria d'imatges

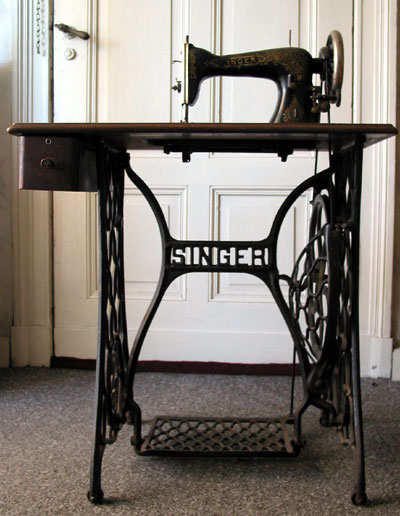
Una antiga màquina de cosir Singer
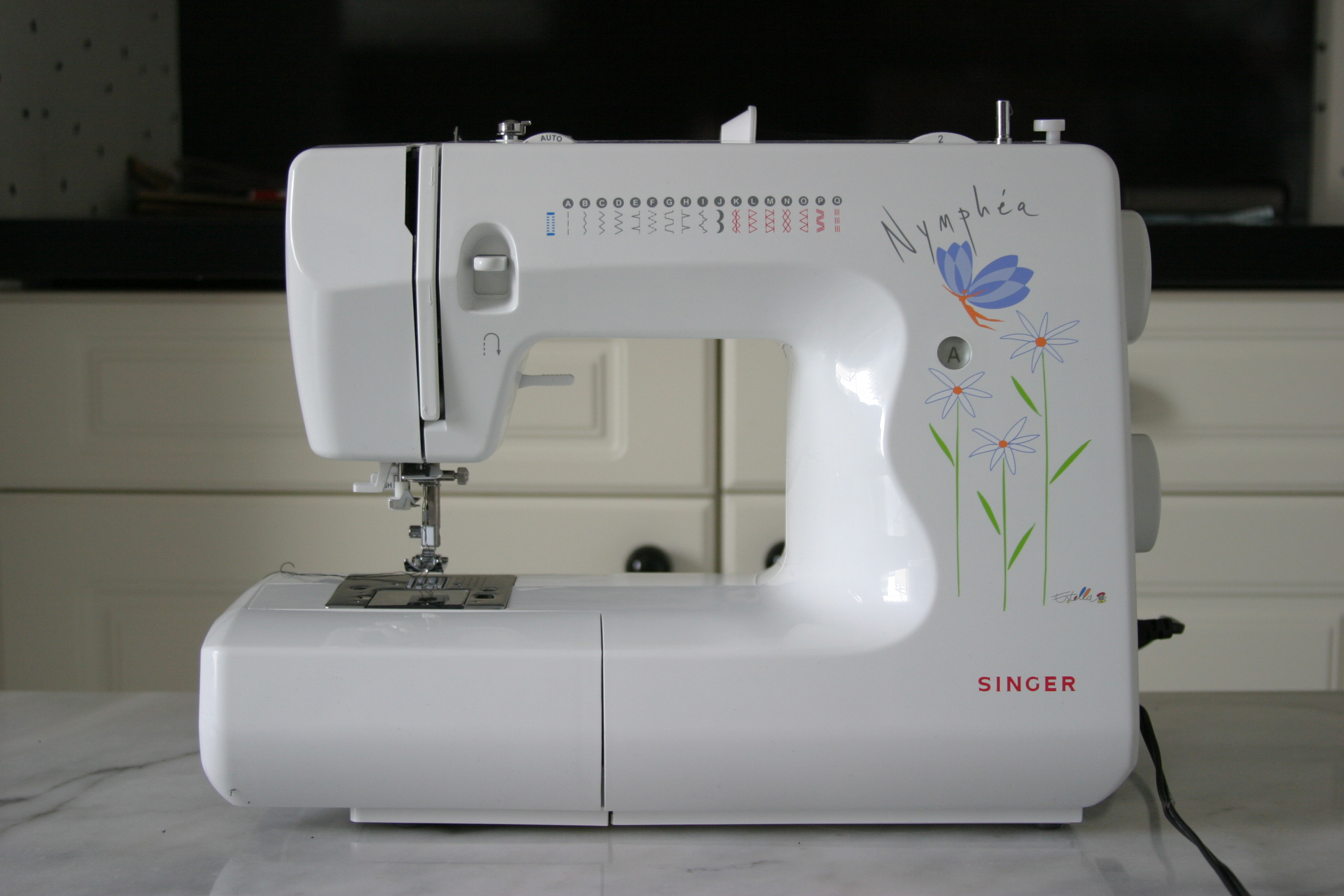
Moderna màquina de cosir Singer Nymphéa 3815A
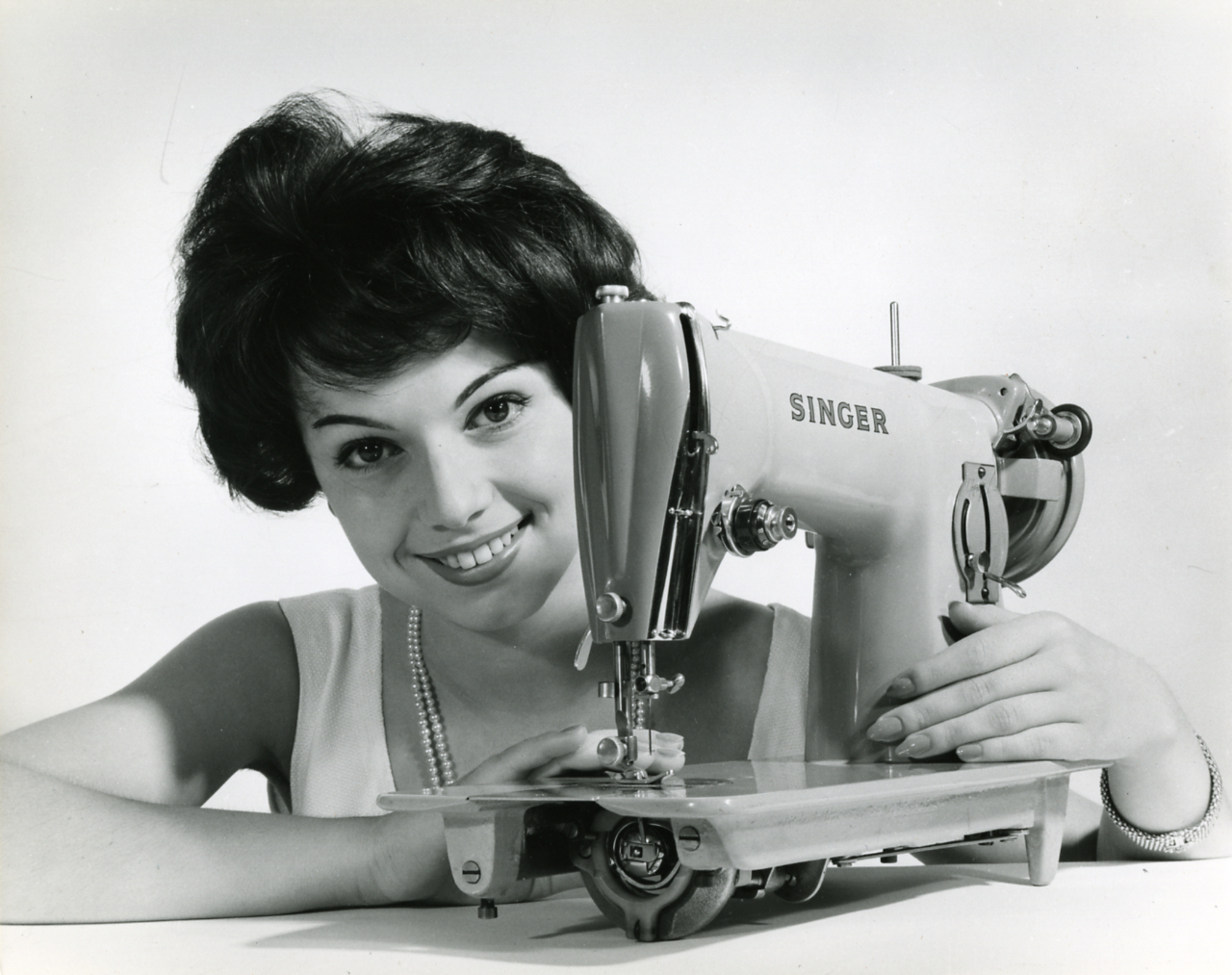
Foto de Paolo Monti, Milà 1963